# Valentina Yegorova
Valentina Mikhaylovna Yegorova (em russo:  Валентина Михайловна Егорова; Cheboksary, 16 de fevereiro de 1964) é uma ex-atleta russa, campeã olímpica da maratona nos Jogos Olímpicos de Barcelona em 1992 e medalha de prata nos Jogos Olímpicos de Atlanta em 1996. É uma das poucas atletas do mundo a ter conquistado medalhas olímpicas por bandeiras diferentes.
O primeiro grande feito de Valentina Yegorova foi a medalha de prata no Campeonato Europeu de Atletismo de Split, em 1990, ficando atrás apenas da  fundista portuguesa Rosa Mota. Na Maratona de Londres, em 1991, ficou na terceira posição atrás de Mota e da estadunidense Francie Larrieu-Smith.
Em Barcelona 1992, Yegorova conseguiu o seu maior êxito esportivo ao conquistar a medalha de ouro na maratona representando a Equipe Unificada, grupo de países que formavam a recém-extinta União Soviética sob a denominação de Comunidade dos Estados Independentes (CEI), e que competiram em 1992 como uma única equipe. Yegorova travou uma disputa intensa com a japonesa Yuko Arimori até vencer com um tempo de 2h32min41.
Após o título olímpico, conquistou em 1993 e 1994 a Maratona de Tóquio, prova em que havia sido vice-campeã em 1991 e voltou a ficar com o segundo lugar em 1995. Na Maratona de Boston, em 1994, ficou com o segundo lugar com um tempo 2h23min33, melhor marca de sua carreira.
Sua segunda medalha olímpica foi conquistada em Atlanta 1996, como atleta da Rússia. Yegorova ficou com a medalha de prata ao completar o percurso em 2h28min05, dois minutos atrás da etíope Fatuma Roba. Sua última vitória em nível internacional foi na Maratona de Nagano, em 1999.